# Hubert Anton Disch
Hubert Anton Disch (* 25. Oktober 1821 in Rees, Kreis Wesel (Rheinprovinz); † 6. Dezember 1891 in Mainz) war ein deutscher Kaufmann, Reeder und Industrieller.

## Herkunft und Familie
Disch wurde als Sohn des Kaufmanns Johannes Heinrich Disch und seiner Frau Hendrina, geb. Awater geboren. Am 26. Oktober 1821 in der Gemeinde St. Mariä Himmelfahrt in Rees getauft, gehörte er der römisch-katholischen Kirche an. Seine Taufpaten waren Anton Disch und Elisabeth Disch. Seit dem 21. April 1852 war er verheiratet mit Anna Maria (* 1. Oktober 1832; † 28. April 1901), Tochter des Kaufmanns Joh. Michael Krebs aus Mainz (* 4. September 1804; † 1. Januar 1866). Das Ehepaar Disch hatte 14 Kinder, die in den Jahren 1853 bis 1875 geboren wurden.

## Berufliche Entwicklung und Wirken als Unternehmer
Disch erlernte den Beruf des Flussschiffers. Später qualifizierte er sich zum Dampfschiffskapitän. Mehr als 18 Jahre war er bei der Düsseldorfer Passagierboot Gesellschaft beschäftigt, von 1847 bis 1855 als Kapitän. 1855 machte er sich selbständig und begründete in Kostheim am Main in der Nähe von Mainz ein Handelsgeschäft mit Kohlen. Mit zunächst zwei hölzernen Schiffen brachte er Kohlen aus dem Ruhrgebiet nach Kostheim. Dort wurden sie auf kleinere Mainschiffe umgeladen und mainaufwärts bis nach Bayern transportiert. Mit zwei Innovationen veränderte er die Binnenschifffahrt. So ließ er Ende der 1860er Jahre Kähne aus Eisen bauen. Sie verfügten über eine wesentlich höhere Tragfähigkeit und waren stabiler als ihre Vorgänger aus Holz. Innerhalb kurzer Zeit verdrängten sie die Holzschiffe auf dem Rhein. Mit dem Schiffbau beauftragte er Werften in Deutschland, was deren Entwicklung förderte. Sein Vermögen wuchs durch günstige Einkäufe von Kohle und den konjunkturellen Aufschwung zu Beginn der 1870er Jahre. Außerdem ließ er drei größere Schraubenschleppdampfer bauen. Sie erwiesen sich als kostengünstiger als die bis dahin eingesetzten Radschlepper, da sie kleiner waren und mit einer geringeren Besatzung auskamen. Bei weiter steigendem Geschäftsumfang begründete Disch Zweigniederlassungen in Duisburg und Mannheim. Eine Flotte eigener Schiffe befuhr den Rhein und seine Nebenflüsse.
1855 gründete Disch mit einem Kapital von 400.000 Mark die Kostheimer Cellulose und Papierfabrik Aktiengesellschaft. Auf dem Betriebsgelände der Kohlehandlung nahm sie am 1. Juni 1885 die Produktion von Cellulose aus Holz auf. Sie wurde von seinem Sohn Philipp Hubert (* 21. November 1863; † 10. März 1902) geleitet. Die Gesellschaft wurde zeitweilig zum größten Arbeitgeber in Kostheim, ging aber nach einer wechselvollen Geschichte mit Gesellschafterwechseln, Insolvenz, Sanierung und Fusionen schließlich im schwedischen Essity Konzern auf, der heute in Kostheim ein Werk für Hygienepapierprodukte betreibt.
Ebenfalls im Jahr 1885 übernahm Disch nach Eröffnung der Straßenbrücke zwischen Mainz und Mainz-Kastel (heutige Theodor-Heuss-Brücke) den zwischen beiden Orten bis dahin staatlich betriebenen Fährverkehr. Nach dem Erwerb eines Kohlebergwerks brachte Disch seine Unternehmungen aus Reederei und Handel 1887 in die Aktiengesellschaft für Handel und Schifffahrt H. A. Disch mit Sitz in Mainz ein.  Das von der Gesellschaft genutzte Firmengebäude ist heute noch am Fischtorplatz 19 in Mainz erhalten. Selbst fungierte er als Präsident des Aufsichtsrats, während sein ältester Sohn Johann Michael Hubert in Duisburg und sein Schwiegersohn Peter Melchers in Mainz als Vorstandsmitglieder wirkten. Die Firma wurde nach seinem Tod von der Witwe fortgeführt und später liquidiert.

## Öffentliche Ehrungen und Erinnerungen
1889 wirkte Disch im Amt des Beisitzers in der Westdeutschen Binnenschifffahrts-Berufsgenossenschaft. 1885 wurde ihm durch den Großherzog von Hessen-Darmstadt der Titel des Kommerzienrats verliehen.
Nach Disch ist eine Straße in Mainz-Kostheim benannt. Das Grabmal der Familien Disch und Krebs befindet sich auf dem Mainzer Hauptfriedhof.

## Belege
- Mainzer Anzeiger. Nr. 287, 8. Dezember 1891, 2. Blatt.
- Willi Frenz: Die Industrialisierung Kostheims. 2003, ISBN 3-00-011700-8.
- Franz Lerner: Disch, Hubert Anton. In: Neue Deutsche Biographie. Band 3, 1957, S. 743.
- Mainzer Tagblatt. Nr. 333, 8. Dezember 1891, 2. Blatt.